# ホリデイ〜江戸の休日〜
『ホリデイ〜江戸の休日〜』は2023年1月6日の19:30 - 21:48（JST）に、テレビ東京系列で『新春ドラマスペシャル』として放映された、単発スペシャルのテレビ時代劇。主演は望月歩と葵わかな。
テレビ東京における時代劇は2016年の『信長燃ゆ』（『新春時代劇』）以来、7年ぶりである。
徳川三代将軍・徳川家光が近年絵画の才能が評価されており、それに基づき若い頃の徳川家光と町娘のつかの間の恋を描く。
原作は1958年に大映系で公開された時代劇映画『江戸っ子祭』（脚本：小國英雄、監督：島耕二、主演：長谷川一夫）。タイトルは映画「ローマの休日」のもじり。
同年12月25日にはBS松竹東急にて放送された。

## 出演
- 徳川家光・鍵山孝平：望月歩[3]
- お仙・戸倉詩織：葵わかな
- 一心太助：髙嶋政伸
- お仲：戸田菜穂
- 鷺坂半兵衛：山田純大
- 高田屋又五郎：丸山智己
- 刺客・伊藤：和田聰宏
- 魚屋・清六：堀井新太
- 狩野探幽：石井一彰
- お勝：今村幸代
- 音吉：萩原嵐
- 弓道指南役：峰蘭太郎
- 家臣1：小川敏明
- 家臣2：江村修平
- 小姓1：今川颯翔
- 小姓2：川合智己
- 魚屋1：いわすとおる
- 魚屋2：渡辺佑登
- 魚屋3：伊能努
- 魚屋4：山本峻也
- 高田屋の若い衆1：古村勇人
- 高田屋の若い衆2：野田龍之介
- 商家の女房：飯島順子
- 質屋の主：多賀勝一
- ゴロツキ1：奥深山新
- 柳生十兵衛：上川隆也（特別出演）
- 本多正純：小林稔侍（特別出演）
- お江：財前直見（特別出演）
- 徳川家康：高橋英樹（特別出演）
- 杉野一庵：内藤剛志（特別出演）
- 笹尾喜内：中村梅雀（特別出演）
- お福：名取裕子（特別出演）
- 柳生宗矩：本田博太郎（特別出演）
- ゴロツキ2：野々村仁
- ゴロツキ3：太田雅之
- 近所のおかみさん1：上田こずえ
- 近所のおかみさん2：松島紫代
- 商人：大迫英喜
- 子供1：荒田陽向
- 高田屋の用心棒：黒川英二
- 子供2：こうま
- 浪人：柴田善行
- 少女のお仙人：松本あかり
- お仙の父：西村匡生
- お仙の母：潮田由香里
- 雑兵1：内藤和也
- 雑兵2：入江毅
- 教授・山田：谷口高史
- AP・関根：戸塚純貴
- 『開運!なんでも鑑定団』MC：今田耕司
- 『開運!なんでも鑑定団』MC：福澤朗
- 『開運!なんでも鑑定団』アシスタント：片渕茜（テレビ東京アナウンサー）
- 大久保彦左衛門・謎の老人：里見浩太朗

## スタッフ
- 原作：小國英雄（大映映画『江戸っ子祭』島耕二監督）
- 企画：里見プロモーション
- 企画協力：古田求
- 脚本：山本むつみ
- 監督：山下智彦
- 音楽：遠藤浩二、黒木千波留
- 主題歌：里見浩太朗『約束 -forever-』（日本クラウン株式会社）
- 殺陣：清家三彦
- 家光絵画協力：府中市美術館、金子信久、養源寺、德川記念財団
- プロデューサー：稲田秀樹、山鹿達也、進藤盛延
- 制作協力：東映京都撮影所
- 製作著作：テレビ東京